# 渡島大島

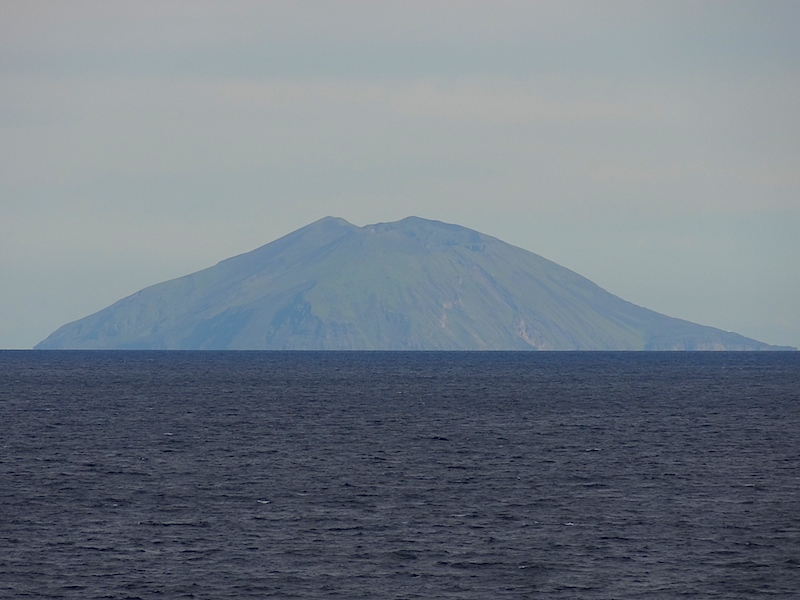
渡島大島

渡島大島（おしまおおしま）は、北海道松前郡松前町に属する無人島である。松前大島（まつまえおおしま）とも呼ばれる。松前町西方沖50kmの地点に位置する。大島の名は渡島小島に対してのもの。住所は全域にわたって松前郡松前町大島。

## 地理
渡島大島の面積は約9.73km2 で、日本の施政下で最大の無人島である。島は北に開いた馬蹄形カルデラと、その中に形成された大きなスコリア丘からなる火山であり、最高峰は江良岳（737m）。海底から見ると2,000m近い高さになる。島の西端は東経139度20分16秒で、北海道の最西端にあたる。島の周囲の海底は急深で、距岸約500mで水深100mとなる。馬蹄形カルデラは島から約5km北部の海底まで連続しており、寛保津波の山体崩壊時の総体積は約2.5km3と推定されている。

## 自然
オオミズナギドリの北限の繁殖地であり、日本国指定の天然記念物に指定されている。また、松前矢越道立自然公園の一部にもなっている。しかし、戦前から戦後直後における人間による捕獲や人為的に持ち込まれたネズミやウサギによる被害（ネズミによる食害、ウサギによる巣の占拠、ネズミやウサギによる植物への被害による島の環境の激変）によって、オオミズナギドリの生息数は激減したままである。
島の周囲の漁場は、マグロ・マス・タラ・メバル・イカ・ホッケなどが漁獲され豊かである。

## 歴史
1741年（寛保元年）8月27日の寛保岳の大噴火がある。噴火の翌日、津波が発生し、対岸の熊石から松前にかけて1,467人の死者を出した。本州の津軽藩（当時の藩主は津軽信著）でも被害が記録されている。全体の死者は合計で2,033人。津波の高さは3mで、佐渡島でも津波が観測されている。この津波は「寛保津波（かんぽうつなみ）」と呼ばれている。津波の原因は、噴火による大規模な山体崩壊によるという説と、火山性地震・低周波地震 (M6.9、Mt8.4)によるものとの説があり、気象庁は山体崩壊説を採っている。東京大学地震研究所などによる研究では山体崩壊の規模に比べて津波の規模が大きいと考えて地震説が有力としていたが、周辺海底の調査から山体崩壊が海底に及んでいたことが判明し、さらなる研究が行われている。
1807年～1809年（文化年間）に編纂された『村鑑下組帳』によると松前町の商人が「大嶋場所」や「小嶋場所」を開設し、魚油、フキ、トド肉などを生産していた。
1905年（明治38年）～1909年（明治42年）までの毎夏に、函館の毛皮業者が防寒服や布団の詰め物として羽毛採取のために総計22万羽以上のオオミズナギドリを乱獲した。
1921年（大正10年）、江良町村（現在の松前町江良）の漁民はワカメ採取をはじめ、季節的に島に居住した。1967年（昭和42年）を最後に渡島大島でのワカメ採取は採算割れのために終焉した。

## 交通
無人島のため、島へのアクセス手段はない。
近海で操業する漁船が多いため、漁業の前進基地および海が荒れた場合の避難所として島東部トリカラス浜に漁港を建設。2022年度に完成した。島南部の北風泊（アイドマリ）に灯台と海上保安庁のヘリポートが設置されている。
漁港完成後も、活発な火山活動と自然保護のため、上陸には文化庁の許可が必要とされ、一般観光客の上陸は大きく制限されている。